# Middle Tennessee Blue Raiders

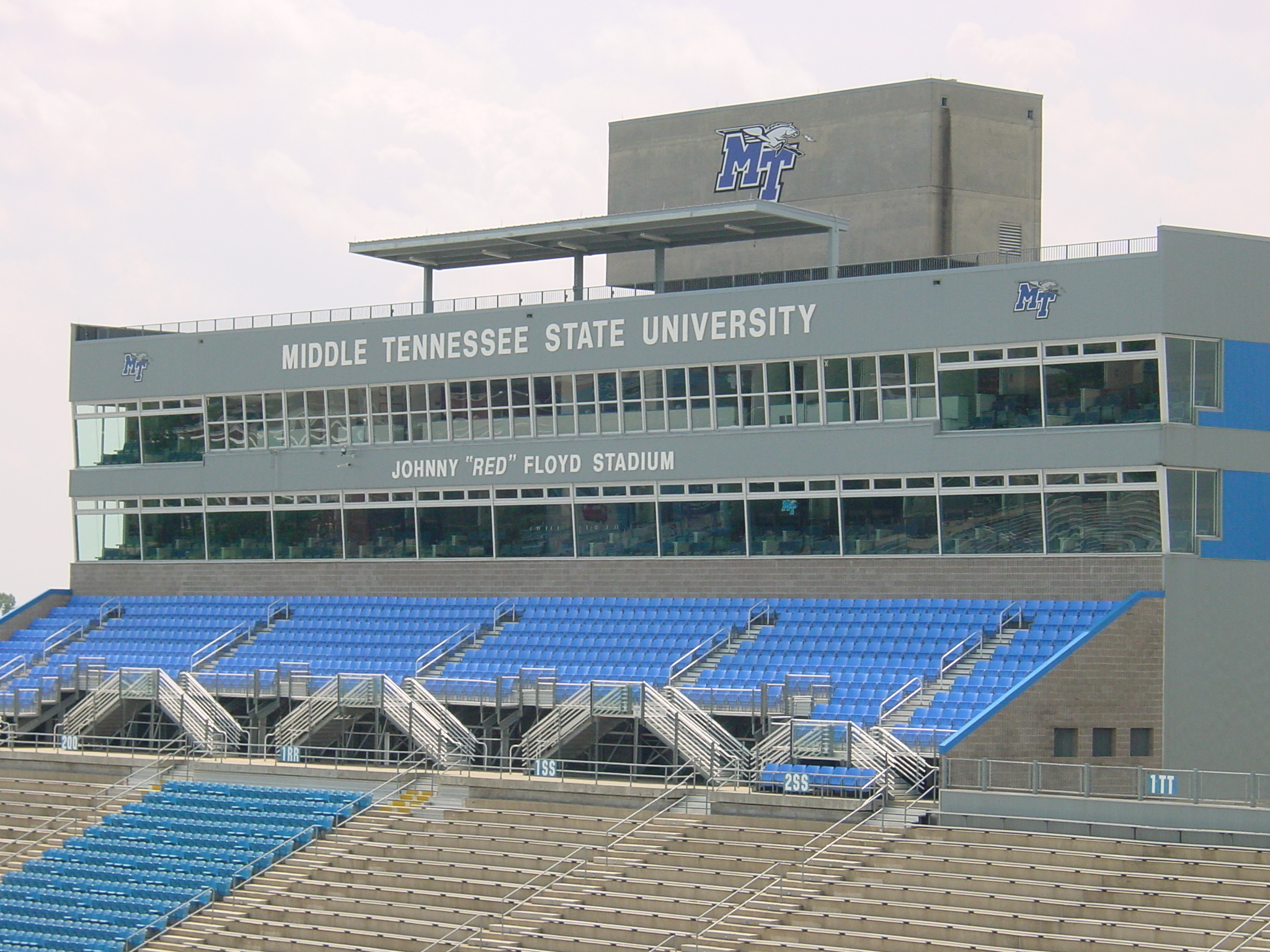
Johnny "Red" Floyd Stadium.

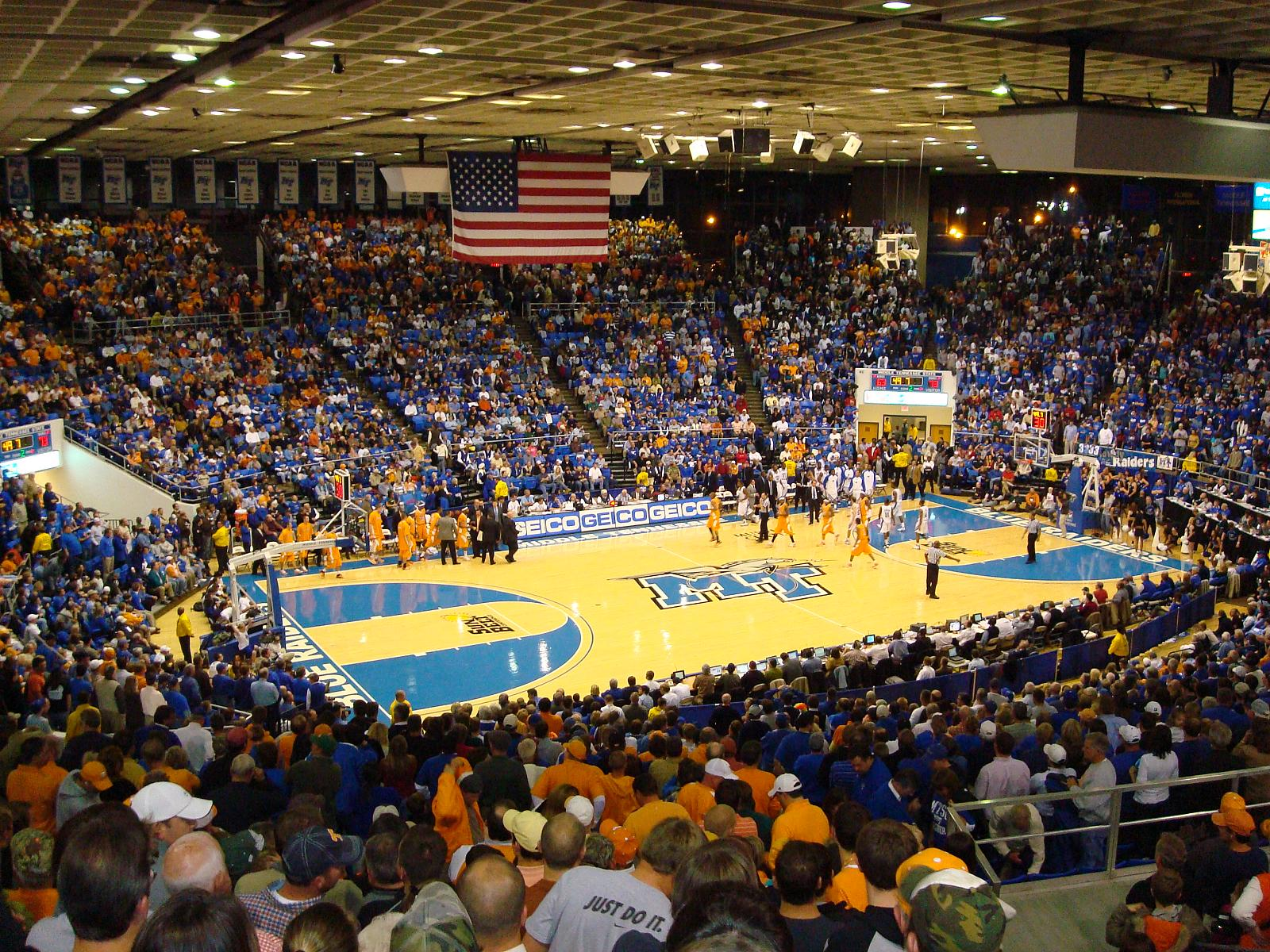
Murphy Center.

Middle Tennessee Blue Raiders (español: Asaltantes Azules de la Estatal de Tennessee Medio) es el nombre de los equipos deportivos de la Universidad Estatal de Tennessee Medio, situada en Murfreesboro, Tennessee. Los equipos de los Blue Raiders participan en las competiciones universitarias de la NCAA, y forman parte de la Conference USA.

## Apodo
El sobrenombre de los equipos deportivos masculinos de la universidad es el de Blue Raiders, mientras que el de los equipos femeninos es Lady Raiders. Su origen se debe a un concurso organizado por un periódico local en 1934, en el cual ofrecían un premio de 5 dólares, y que ganó un alumno de la universidad que posteriormente reconoció que lo había copiado de los Colgate Raiders.
La mascota es un pegaso llamado Lightning, y fue adoptada en 1998.

## Programa deportivo
Los Blue Raiders participan en las siguientes modalidades deportivas:
| - Masculino - Béisbol - Baloncesto - Cross - Fútbol americano - Golf - Cross - Tenis | - Femenino - Baloncesto - Cross - Golf - Softball - Fútbol - Tenis - Atletismo - Voleibol |